# Ерлинг (Ајова)
Ерлинг (енгл. Earling) град је у америчкој савезној држави Ајова. По попису становништва из 2020. у њему је живело 397 становника.

## Демографија
Према попису становништва из 2010. у граду је живело 437 становника, што је -34 (-7.2%) становника више него 2000. године.
| Група             | 2000.       | 2010.       |
| Белци             | 468 (99,4%) | 426 (97,5%) |
| Афроамериканци    | 0 (0,0%)    | 1 (0,2%)    |
| Азијати           | 0 (0,0%)    | 0 (0,0%)    |
| Хиспаноамериканци | 0 (0,0%)    | 5 (1,1%)    |
| Укупно            | 471         | 437         |